# Andrea Barzagli
Andrea Barzagli, italijanski nogometaš, * 8. maj 1981, Fiesole, Firenze, Italija.
Sodeloval je na nogometnemu delu poletnih olimpijskih iger leta 2004.